# Кіран Бадлу
Кіран Бадлу (нід. Kiran Badloe, нар. 13 вересня 1994) — нідерландський яхтсмен, олімпійський чемпіон 2020 року, чемпіон світу.

## Виступи на Олімпіадах
| Олімпіада  | Дисципліна  | Місце |
| ---------- | ----------- | ----- |
| Токіо 2020 | віндсерфінг | 1     |

## Зовнішні посилання
- Кіран Бадлу [Архівовано 6 серпня 2021 у Wayback Machine.] на сайті World Sailing